# Station Witnica Chojeńska
Station Witnica Chojeńska is een spoorwegstation in de Poolse plaats Witnica.